# Cimbris
|  | No s'ha de confondre amb Cimbres. |

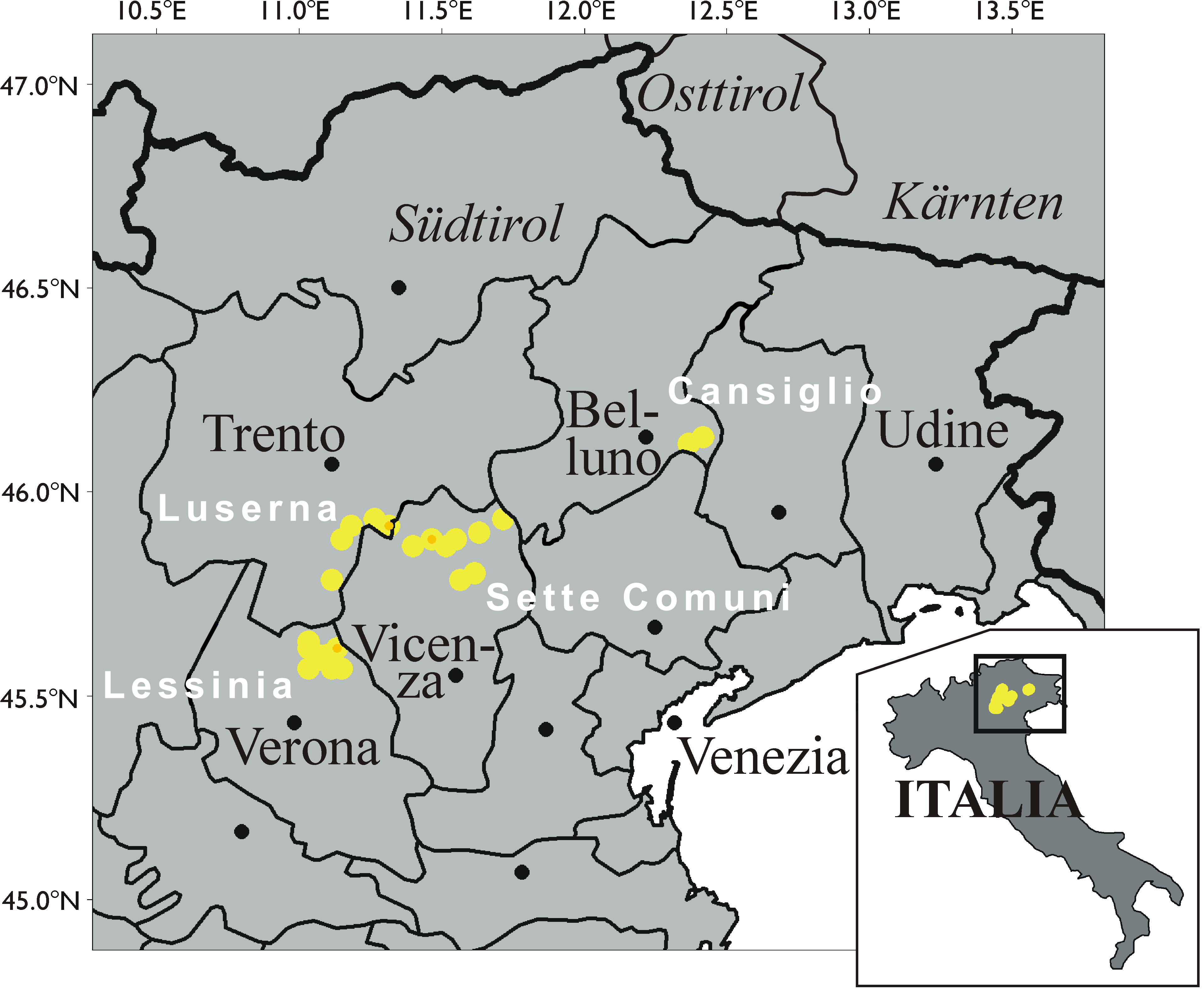
Situació dels cimbris

Els cimbris (alemany Zimbern) són una minoria lingüística d'Itàlia que parlen el cimbri, una varietat del bavarès. Són presents al municipi de Luserna (Trentino), a Lessinia (Província de Verona) i a l'Altiplà de les Set Comunes (província de Vicenza). Un segon grup de Cimbris, emigrats en el segle xviii, és present a Cansiglio, a la Província de Belluno.

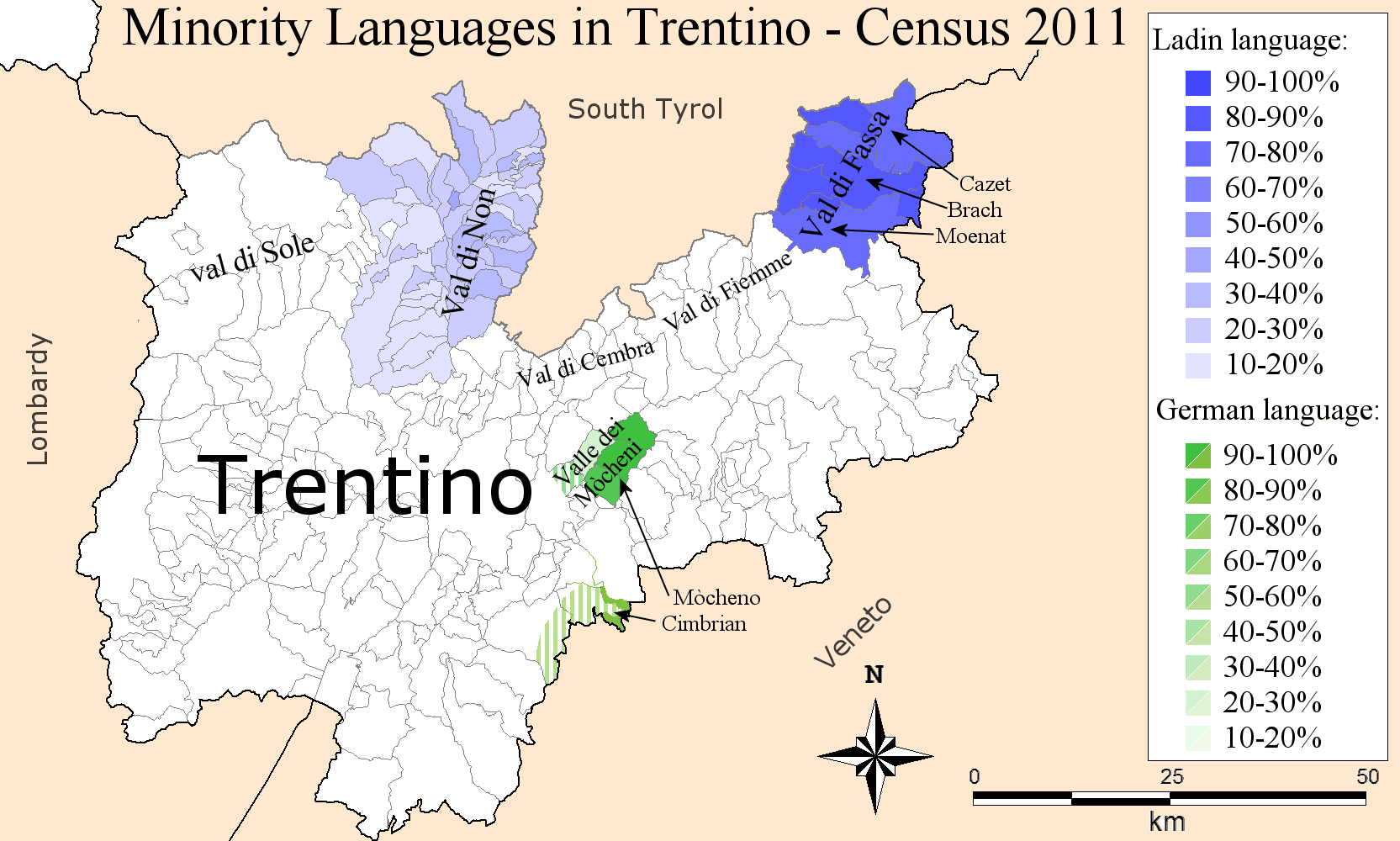
Divisió lingüística al Trentino Trentino:
cimbris i mòcheni

La colònia de cimbris més antiga és la dels Sette Comuni o Sieben Gemainde, al nord de la província de Vicenza, fronterera entre el Vèneto i el Trentino. Aquesta comunitat formà el 1310 l'antiga Federació de les Set Comunes, que fou desfeta amb la invasió de Napoleó Bonaparte el 29 de juny de 1807. El 21 d'octubre de 1866 fou annexada al Regne d'Itàlia

## Llegenda
Les llegendes locals els fan descendents de la població germanòfona dels cimbres, poble d'igual nom procedent de Jutlàndia (Dinamarca) que va intentar invadir Itàlia i que fou derrotat per Gai Mari. Segons aquestes llegendes (a les quals un estudi genètic sembla donar certa credibilitat) part d'aquesta població bel·ligerant es va establir a les muntanyes de Vicenza, originant el modern poble cimbri,
En realitat, un altre estudi genètic ha demostrat diferències significatives entre els actuals cimbris italians i la població de la regió danesa d'Himmerland:, però val a dir que en el darrer segle s'han produït nombroses barreges genètiques entre cimbris italians i vènets.
Una segona hipòtesi, dictada amb finalitats nacionalistes i afirmada a finals dels vuit-cents, els fa descendents d'una colònia de bavaresos que baixaren dels Alps vers el segle xii, però aquesta teoria – almenys per a l'àrea de les Set Comunes – sembla poc probable: molts indicis la fan inviable, com les restes de la vila cèltica sobre el Bostel, a Rotzo, i la toponomàstica històrica de l'Altiplà que té referències de la mitologia nòrdica.
| « | Els nostres avantpassat ens han explicat sempre que la nostra nissaga dels Cimbris va venir del Nord llunyà en temps de guerra a terra italiana, perquè la gran batalla havia tingut per a ells un resultat negatiu | » |

En cimbri:
| « | De ünsarn eltarn habent hortan kchöt, dass dar ünsar stam vun zimbarn ist von tåüschen lentarn af an nort kömet in des bellische lant, in zait vom krige, ba dar grosse stroach ist den gant übel | » |

## Història
Segons les tradicions locals, es van establir a la península italiana procedents de Jutlàndia després de la derrota amb Gai Mari el 101 aC (anomenada gran confrontació grossen Stroach), i trobaren aixopluc a les muntanyes del Vèneto. D'aquesta manera es formaren les Set Comunes a la província de Vicenza i posteriorment les Tretze Comunes a la província de Verona, on encara avui dia alguns dels habitants parlen l'antiga llengua germànica. La Colònia de les Set Comunes és la més antiga i la seva variant lingüística mostra característiques de l'alt alemany antic.
Alguns encara sostenen que són descendents de colons bavaresos cridats en els segles x i xii per a poblar l'altiplà d'Asiago per a treballar els boscos i dedicar-se a l'agricultura. Fins i tot s'identificà la zona d'origen com l'abadia de Bernediktbeuern, entre Baviera i Tirol. Però hi ha molts indicis que la fan dubtosa, com la vila cèltica de Bostel i la toponímia de referències nòrdiques.
La colònia de les Set Comunes es va independitzar el 1310 i va viure una època d'esplendor en els segles XVII i XVIII i van produir una literatura pròpia, amb traduccions i poesies en cimbri. La Federació dels Set Comuns (una de les més antigues del món) va fer un acte de submissió a la República de Venècia el 1405, però conservant l'autonomia local i totes les institucions i costums pròpies. Això es va mantenir fins a l'arribada de Napoleó.
El cop mortal per a la conservació de la llengua arribaria amb l'esclat de la Primera Guerra Mundial, ja que els habitants de les Set Comunes es trobaren en plena línia de front. L'Altiplà fou teatre d'algunes de les batalles més cruentes, i els seus habitants foren evacuats a la planura padana, on foren obligats a aprendre i a parlar italià, sota l'amenaça de ser confosos amb enemics o bé filoaustríacs. Durant el feixisme fou prohibit parlar cimbri sota pena d'arrestament o fins i tot afusellament. I la italianització arribaria a extrems, com a Terragnolo, de negar la confessió als que parlessin en cimbri. Així el nombre de parlants es va reduir actualment als habitants de Luserna/Lusern (Trento) i Roana/Robaan (Vicenza).

## Poblament
De l'altiplà d'Asiago els assentaments es van estendre en direcció cap al nord, a la part meridional de la província de Trento (Altiplà de Folgaria i de Lavarone, i més tard a Luserna), i en direcció oest sud-oest, vers la Lessinia veronesa (XIII Comuni Veronesi).
Carlo Cipolla suggereix el temps de la colonització címbria a la zona veronesa:
- pel 1300 s'establiren a Velo Veronese
- fins al 1333, molts s'establiren a Badia Calavena
- el mateix període a Boscochiesanuova, Cerro ¡ Camposilvano;
- pel 1340 a Valdiporro, Selva di Progno i S.Bortolo
- pel 1345 al sud de San Mauro di Saline i Tavernole
- pel 1380, a l'oest vora Erbezzo i al nord-est a Giazza i Campofontana.
- pel 1390, s'establiren a Bolca i a la part oriental de Sant'Anna d'Alfaedo i prop de Ceredo, Cescatto i Vallene.

Caterina Visconti creà el Vicariato della Montagna dei Tedeschi també dit Montagna alta del Carbon el 1403, i durant els segles xvi i xvii Velo fou seu del Distretto della Montagna. Només vers el 1616 foren anomenats XIII Comuni Veronesi. L'autonomia continuà sota el domini venecià i acabà, com la Federació de les Set Comunes, amb la conquesta Napoleònica.
A la seva època daurada, entre el 1500 i el 1700, la població dels cimbris arribà als 20.000 habitants, amb institucions que gaudien d'una certa autonomia administrativa. En aquesta època de màxima extensió, les àrees cobertes pels cimbris moderns són: 
- Província de Vicenza-VI, Vèneto
  - Asiago (Slege)
  - Roana (Robaan)
  - Rotzo (Rotz)
  - Gallio (Ghèl)
  - Enego (Ghenebe)
  - Foza (Vüsche)
  - Lusiana (Lusaan)
  - Conco (Kunken)
  - Laghi
  - Posina (Posen)
  - Valli del Pasubio
  - Recoaro Terme (topònim d'origen germànic que primer fou longobarda i després cimbra)
  - Altissimo
  - Crespadoro

- Província de Trento-TN, Trentino-Tirol del Sud
  - Folgaria (Vielgereut)
  - Lavarone (Lafraun)
  - Luserna (Lusern)
  - Terragnolo (Leimtal)
  - Trambileno (Trumelays)
  - Vallarsa (Brandtal)
  - Centa San Nicolò (Tschint)

- - part del municipi d'Ala (la Vall de Ronchi-Reuttal)

- Província de Verona-VR, Vèneto
  - Selva di Progno (Prugne)
  - Badia Calavena (Abato)
  - Velo Veronese (Veljie - Feld)
  - Roverè Veronese (Roveràit)
  - Bosco Chiesanuova (Nuagankirchen)
  - Erbezzo (Bisan)
  - San Mauro di Saline (San Moritz, Salain)
  - Cerro Veronese (Cire)
  - part del municipi de Sant'Anna d'Alfaedo

- Província de Belluno (Vèneto)
  - Sappada (Plodn)
  - Timau (Tischlwang)

- Província d'Udine
  - Sauris di Sopra (Oberzahre).

## Situació actual
Avui dia hom estima que les persones amb capacitat per a comprendre o parlar el cimbri són menys d'un miler, situats al municipi de Luserna (Lusèrn), a la fracció de Mezzaselva (Mittebald/Toballe) del municipi de Roana (Robaan), i a la localitat de Giazza (Ljetzan) al municipi de Selva di Progno.
Pel que fa als Cimbris dels Sette Comuni (Altopiano di Asiago), encara parlen la llengua molts dels habitants dels municipis d'Asiago, Enego, Foza, Gallio, Roana i Rotzo. A Asiago existeix una escola permanent de llengua cimbra i organitzen trobades setmanals d'interessats en la llengua cimbra.
Vora 800 persones s'han registrat com a pertanyents a l'ètnia cimbra al cens de la província de Trento, mentre que al Vèneto no es preveu encara aquesta mena de declaració, ja que a diferència de la regió del Trentino-Tirol del Sud no hi ha lleis específiques per la salvaguarda i valoració de les minories lingüístiques històriques. Als municipis on hi sobreviu la parla, hi ha algunes institucions culturals i museus per a tutelar i desenvolupar la identitat dels cimbris:
- Kulturinstitut Lusèrn col Documentationszentrum Lusèrn a Luserna (TN)
- Istituto di Cultura Cimbra i Museo della Tradizione Cimbra a Roana (VI)
- Curatorium Cimbricum Veronense i Museo Etnografico dei Cimbri a Giazza (VR)

També hi ha institucions interessades en llur cultura:
- Curatorium Cimbricum Bavarense a Landshut
- Freunde der Zimbern a Salzburg
- Cimbrenfreundeskreis a Tiefenbach.